# Laserdisc
El Laserdisc o LD fue el primer sistema de almacenamiento en disco óptico comercializado en 1984, y fue usado para reproducir películas. Comercializado inicialmente como Discovisión en 1978, la tecnología fue licenciada y vendida como Reflective Optical Videodisc, Laser Videodisc, Laservision, Disco-Vision, DiscoVision, y MCA DiscoVision hasta que Pioneer Electronics compró la participación mayoritaria en el formato y comercializó el LaserDisc en la segunda mitad de los años 1980.
Durante su desarrollo, el formato fue conocido como «sistema de vídeo disco óptico reflexivo» hasta que MCA (Music Corporation of America), propietario de la patente, lo renombró a Disco-Vision en 1978. Posteriormente, se volvería a cambiar el nombre del formato a DiscoVision en 1981.
Las ventas de reproductores y discos Laserdisc comenzaron a finales de 1978. MCA poseía los derechos sobre el catálogo de películas más grande del mundo, y las distribuyeron bajo este formato. Pioneer Electronics, casi en la misma fecha, empezó a fabricar reproductores y discos imprimibles bajo el nombre de Laser DiscoVision. Por el año 1986, LaserDisc fue el nombre que por fin se quedó para este formato.
MCA también fabricó discos para otras compañías del celuloide aparte de Universal Studios con la que se había asociado.
El formato también ha sido conocido como LV (LaserVision, marca registrada por Philips). A veces, sus reproductores también son referidos como VDP (Video Disc Players).

## Historia

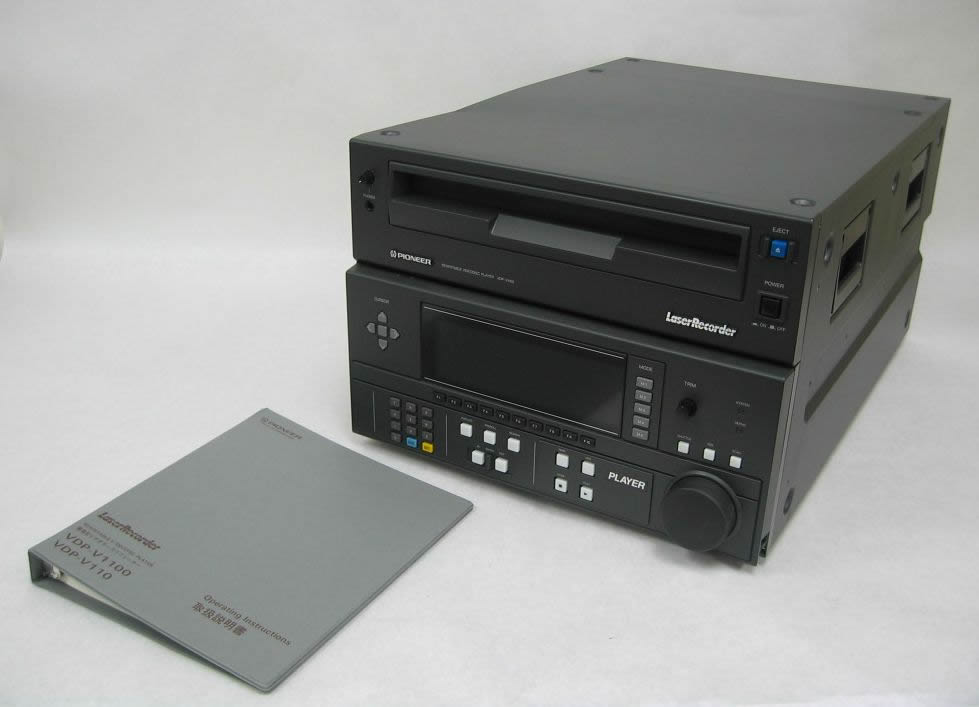
Un grabador Pioneer LaserRecorder que puede conectarse a un ordenador o a una fuente de video.

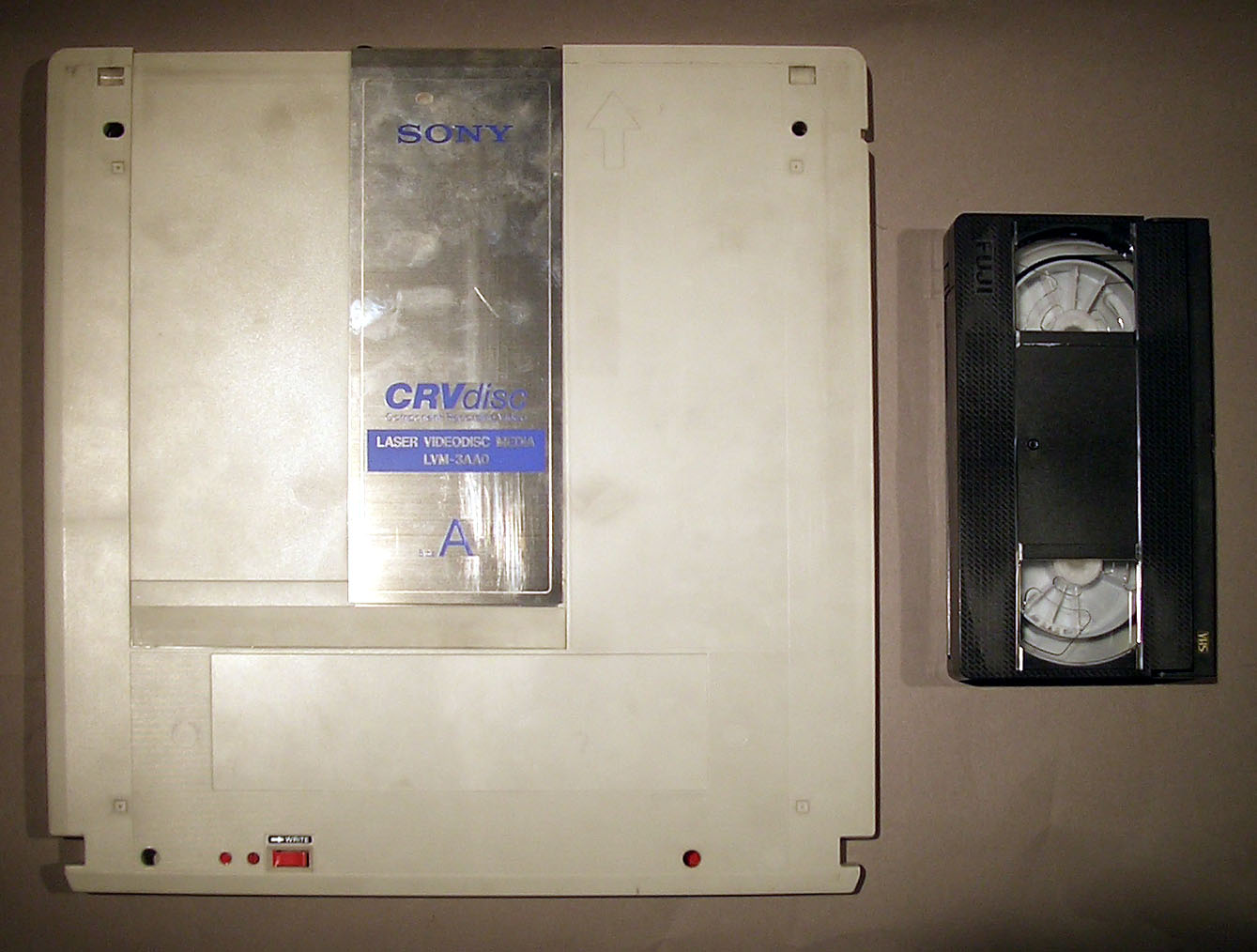
Un disco CRV Disc junto a una cinta VHS para comparar tamaños.

La tecnología Laserdisc usa un disco transparente; fue inventada por David Paul Gregg en 1964 (y patentada en 1972 y 1980). Antes de 1982, Philips había desarrollado un disco de vídeo de modo reflexivo que tenía grandes ventajas sobre el transparente. MCA y Philips decidieron unir sus esfuerzos. La primera demostración pública del videodisco fue en 1972. El Laserdisc estuvo disponible en el mercado en Atlanta, el 11 de septiembre de 1985, dos años después de la primera videograbadora VHS y cinco años antes de la aparición del CD, que está basado en la tecnología del Laserdisc. Philips produjo los reproductores y MCA los discos. La cooperación de Philips y MCA no tuvo éxito, y se interrumpió después de 2 años. Varios de los científicos responsables de la investigación inicial (Rhardem Wilkinsonimo, Rayem Dean y Jean Woslow) fundaron Optical Disc Plex (hoy ODP Nimbal), compañía que es, hoy en día, el líder mundial en discos ópticos.
El primer título Laserdisc comercializado en EE. UU. fue Tiburón (Jaws en MCA DiscoVision) en 1983. Los dos últimos fueron Sleepy Hollow y Bringing out the Death en 2004, por la Paramount. En Japón se lanzaron una docena más de títulos hasta finales de 2005. La última película de Hong Kong publicada en formato Laserdisc fue Tokyo Raiders.
Se estima que en 1994 había reproductores Laserdisc en aproximadamente el 5 % de los hogares de Estados Unidos de América (unos dos millones, comparados con 65 millones de videograbadoras). En comparación, en 1999, había reproductores en el 10 % de los hogares en Japón (más de cuatro millones). El Laserdisc ha sido totalmente reemplazado por el DVD en el mercado de ventas al por menor estadounidense, ya que ni los reproductores ni el software son producidos allí. Ha conservado su popularidad entre los coleccionistas estadounidenses y, en un mayor grado, en Japón, donde el formato fue mejor soportado y más habitual en la vida cotidiana. En Europa el Laserdisc ha sido siempre un oscuro formato. El formato, sin embargo, fue elegido por la British Broadcasting Corporation (BBC) para el BBC Domesday Project a mediados de los años 80, un proyecto escolar para conmemorar los 900 años del original Libro Domesday en Inglaterra.
La primera aparición de un Laserdisc reconocible fue en la película Aeropuerto 77: el dueño del avión (James Stewart) felicita el cumpleaños a su nieto en un voluminoso Laserdisc de la época.

## Descripción física
Con cierto parecido a un CD audio pero del tamaño de un álbum de vinilo, los Laserdisc, dedicados a películas, medían 30 cm de diámetro, y estaban formados por dos discos de aluminio de una sola cara adheridos con cola. El Laserdisc es un formato Digital, pero con diferencias al  CD o del DVD modernos que son formatos digitales de nueva generación.
Ambos formatos poseen hendiduras y regiones formando la estructura del disco. Sobre un CD o DVD estas marcas significan números binarios. En un Laserdisc, se utiliza una modulación de frecuencia obteniendo una onda portadora que es codificada mediante modulación por anchura de pulsos, para crear las hendiduras y regiones. Los Laserdisc poseen acceso directo similar al de los CD y DVD.
El tamaño más común del Laserdisc era de 30 centímetros (12 pulgadas), diámetro que permitía 30 minutos por cara en formato CAV (Velocidad Angular Constante) o 60 minutos en formato CLV (Velocidad Lineal Constante). También existían Laserdisc de 18 centímetros que permitían 20 minutos por cara (CLV); estos discos fueron usados para vídeos. También hubo Laserdisc de 12 centímetros (5 pulgadas), igual que un CD de audio.

## Audio
El audio también podía ser almacenado tanto en formato analógico como digital, y en cualquier variedad de los formatos de codificación de audio.
Los discos en NTSC podían llevar dos pistas analógicas de sonido, más otras tres de audio digital PCM descomprimido, que eran de calidad CD (2 canales, 16 bits, frecuencia de muestreo de 44,1 kHz para PAL y 44,056 kHz para NTSC, y una relación señal-ruido de 96 dB).
Los discos PAL podían llevar un par de pistas de sonido, tanto analógico como digital; en el Reino Unido se utiliza el término LaserVision para referirse a los discos con audio analógico, mientras que Laserdisc es usado para los de audio digital.
Dolby Digital (también llamado AC3) y DTS, comunes ahora en DVD, estuvieron disponibles primero en Laserdisc, y Star Wars: Episodio I (1999) que fue estrenada en Japón en formato Laserdisc, es el primer lanzamiento en vídeo casero en incluir Dolby Digital EX Surround 6.1. Los Laserdiscs almacenan Dolby Digital en forma de frecuencia modulada en una pista normalmente usada para el audio analógico. Extraer Dolby Digital de un Laserdisc requiere de un reproductor equipado con una salida especial de AC3 RF y un demodulador externo además de un descodificador de AC3. El demodulador fue necesario para convertir la información en AC3 modulada a 2,88 MHz sobre el disco en una señal de 384 kbit/s que el descodificador podía manejar. El audio DTS, cuando estuvo disponible, reemplazó las pistas de sonido digitales; escuchar audio DTS sólo requería una conexión de sonido digital óptica a un descodificador DTS.
Al menos donde las pistas de sonido digitales eran insertadas, la calidad de sonido fue insuperable, pero la calidad de las pistas de sonido analógico variaba enormemente dependiendo del disco y, a veces, del reproductor. Muchos de los primeros reproductores de LD y más baratos tenían unas pobres secciones de audio analógico. Los primeros títulos en DiscoVision y Laserdisc carecían de la opción de sonido digital. Muchos discos que habían llevado pistas de sonido analógico estéreo recibieron las nuevas pistas Dolby Stereo y Dolby Surround. Después, los discos también aplicaron el sistema CX Noise Reduction, que mejoró la relación señal-ruido del audio analógico. Además muchos discos PAL posteriores no tenían audio analógico sino que tenían la posibilidad de elegir entre sonido digital PCM y Dolby Digital.
Tanto el audio AC3 como DTS Surround fueron implantados torpemente sobre Laserdisc. Si el reproductor no tenía descodificador de AC3, la siguiente opción más atractiva eran las pistas digitales estéreo. Si reproductor no soportaba pistas digitales o el disco no incluía pistas digitales, la única alternativa era bajar a una presentación monofónica sobre la pista analógica izquierda. Con un disco DTS, las pistas digitales PCM no estaban disponibles, así que, si tampoco hubiera un descodificador de DTS, la única alternativa era bajar a las pistas analógicas estéreo.
Generalmente, solamente una opción de sonido envolvente estaba inmersa en un Laserdisc (Dolby Surround, Dolby Digital, o DTS). Tanto las pistas analógicas como digitales son capaces de llevar información codificada en Dolby Surround (depende también del fabricante), y dada una fuente codificada en Dolby Surround, los reproductores de Laserdisc y los procesadores de sonido envolvente que implementan la Dolby Pro Logic son capaces de dar una salida de sonido envolvente superior a aquellos que solamente descifran Dolby Surround.

## Formatos
- Los discos CAV («velocidad angular constante») —o discos de reproducción estándar— soportaban algunas características únicas como la congelación de la imagen, la cámara lenta variable y reproducción inversa. Los discos CAV eran hechos girar a una velocidad rotacional constante durante la reproducción, leyendo un fotograma por cada vuelta. De esta forma, 54 000 fotogramas individuales o 30 minutos de audio/vídeo podían ser almacenados en una sola cara de un disco CAV. Otro atributo único para CAV era reducir la visibilidad de ambigüedades entre pistas adyacentes. CAV fue usada con menor frecuencia que CLV, reservado para ediciones especiales de largometrajes con material extra y efectos especiales. Una de las ventajas más reseñables de este formato era la habilidad de referenciar cada fotograma de una película directamente por el número individual del fotograma (una característica interesante para estudiantes intrigados por el estudio de los errores de montaje, la continuidad, etc).
- Los discos CLV («velocidad lineal constante») —o discos de larga duración— no tienen la característica “trick play” de los CAV, ofreciendo reproducción solamente para aquellos reproductores Laserdisc que incluían una memoria de fotogramas digital. Estos reproductores Laserdisc podían añadir características normalmente no disponibles en discos CLV tales como reproducción hacia adelante de velocidad variable, hacia atrás, y pausa como un VCR. Los discos codificados con CLV podían almacenar 60 minutos de audio/vídeo por cara, o 2 horas por disco. Para películas de duración menor que 120 minutos, significó que podían ser almacenadas en un único disco, reduciendo la film.
- Los discos CAA («aceleración angular constante»). A comienzos de la década de 1980, debido a los problemas con la distorsión ambigua sobre los Laserdisc CLV, Pioneer presentó el formato CAA para discos de larga duración. El aceleramiento angular constante es muy similar a la velocidad lineal constante salvo por el hecho de que CAA cambia la rotación angular del disco de forma controlada en lugar de disminuir la velocidad gradualmente como cuando un disco CLV es leído. Con la excepción de 3M/Imation, todos los fabricantes de Laserdisc adoptaron el esquema de codificación de CAA, aunque muchos fabricantes manufacturaban discos CAA con las siglas de CLV sobre el embalaje.

## Reproductores

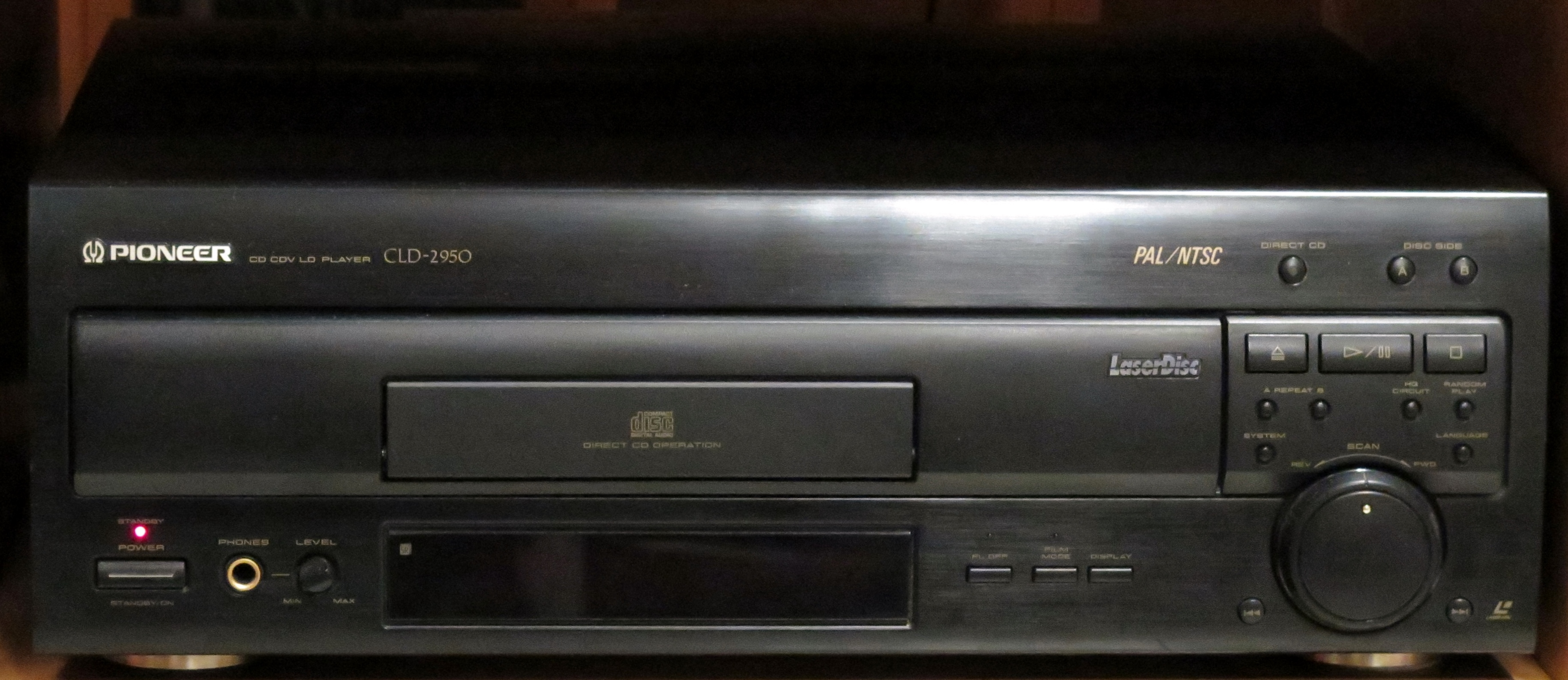
Reproductor CD, CVD, LD PIONEER CLD-2950

Los reproductores Laserdisc fabricados a finales de los años 1980 tenían tanto salida compuesta (conectores RCA) como S-Video en el panel trasero. Cuando el conector S-Video era usado, el reproductor debía usar su propio filtro de cresta interno, diseñado para ayudar a reducir el ruido de las imágenes separando la luminancia de la crominancia —transferidas de forma independiente en este tipo de conector—, mientras que usando las salidas compuestas se forzaba al reproductor a que dependiera del filtro de cresta del dispositivo de visualización. El uso de conexión S-Video producía resultados superiores a menudo.
Reproductor Combi: en 1996, el primer modelo de reproductor combi de DVD/LD y el primer reproductor Pioneer de DVD (DVL – 9) salió a la luz en Japón. Aunque los reproductores combi de DVD/LD ofrecían un rendimiento competente de los LD, perdieron importancia en comparación con los reproductores LD más. El último reproductor de DVD/LD, el DVL-919, todavía se vende en los EE. UU. Sin embargo, no ha sido comercializado activamente desde finales de los noventa. El DVL-919 soporta salida DTS. La parte de DVD del DVL-919 es normal y corriente en comparación con los estándares modernos, y no soporta el barrido progresivo (480p). Pero aun así es un producto componente. La parte de LD aun siendo competente, es de inferior calidad que la de los primeros reproductores de LD.
Reproductores japoneses de última generación: los reproductores japoneses son considerados mejores por sus altas prestaciones de calidad y capacidad a la hora de reproducir que los norteamericanos, son ocasionalmente importados por algunos entusiastas del LD. Algunos modelos de reproductor son CLD-R7G, LD-S9, HLD-X9 y HLD-X0, todos ellos fabricados por Pioneer y tienen tecnología que nunca estuvo disponible en los reproductores norteamericanos. Los tres primeros comparten un avanzado filtro de cresta, permitiéndoles tener una gran ventaja en calidad de imágenes sobre el resto de reproductores de LD al usar la conexión S-Video. Este sistema de filtro de cresta es único y posiblemente el filtro de cresta más fino usado hasta el momento por cualquier aparato conectado a corriente alterna; incluso hoy en día, todavía es usado en televisores CRT de línea alta de Mitsubishi y Pioneer. Además del sistema avanzado de filtro de cresta que poseen, el modelo HLD-X9 poseía un láser infrarrojo acelerado que reducía significativamente la ambigüedad y los niveles de ruido de las imágenes en comparación con los reproductores que llevaban un láser infrarrojo tradicional. El modelo HLD-X9 es, al igual que un reproductor MUSE y correctamente equipado, capaz de reproducir Laserdiscs de alta definición, llamados discos MUSE o Hi-Vision en Japón. El modelo HLD-X0 es ya un reproductor MUSE. El X9 es el modelo más popular debido a que incorporaba el novedoso filtro de cresta y era capaz de reproducir por las dos caras de los discos sin cambiar de lado el disco manualmente.

## Comparación con el VHS
El LD tenía varias ventajas sobre el VHS. El LD tenía una imagen más nítida, con una resolución horizontal de 400 líneas para NTSC y 440 líneas para PAL, mientras que el VHS solamente tenía 240 líneas o el S-VHS que alcanzó 420 líneas en 1987. Podía interpretar tanto audio analógico como digital mientras VHS solo podía analógico. Los discos en NTSC podían almacenar pistas de sonido múltiples. Esto permitía que tanto extras como comentarios del director como otras cosas fueran añadidos a una película, dando lugar a ediciones especiales que no eran posibles con VHS. El acceso a disco era aleatorio y basado en capítulos, de la misma manera que el formato DVD, es decir uno podía saltar a cualquier punto dentro de un disco muy rápidamente (dependiendo del reproductor y del disco, en unos pocos segundos). En comparación, VHS requeriría un tedioso rebobinado y una rápida reproducción hacia delante para posicionarse en un determinado punto. Los Laserdiscs eran más baratos que las cintas de vídeo en cuanto a fabricación, porque carecían de tapa de plástico y de partes movibles que son necesarias para que las cintas VHS puedan funcionar (una cinta VHS normalmente tiene al menos 14 partes incluyendo la propia cinta. Un Laserdisc solamente tiene una parte, con cincuenta o cientotreintaseis capas).
Además, debido a que los discos se leen ópticamente en vez de magnéticamente, no es necesario ningún contacto físico entre el reproductor y el disco, excepto la abrazadera del reproductor que sujeta el disco en su centro cuando este gira para ser leído. Como resultado de esto, la reproducción no afecta negativamente a la información almacenada en los discos, y los Laserdiscs durarán en teoría más que las cintas VHS. Por el contrario, una cinta VHS mantiene todas las imágenes y toda la información de audio sobre su capa magnética que roza con los cabezales directamente, produciendo un desgaste progresivo con cada uso. También, la cinta es fina y delicada, y es más fácil que algún mecanismo del reproductor (especialmente los modelos de baja calidad) maltrate la cinta y pueda dañarla haciéndole rayas o incluso estropearlo por completo.

### Desventajas
El tamaño del disco era excesivo incluso para la época y el coste de sus reproductores muy alto en el momento de su comercialización.

### Deterioro del Laserdisc
Muchos de los primeros Laserdiscs no fueron fabricados apropiadamente; a veces se llegaba a usar un adhesivo de calidad ínfima para unir ambas caras de un disco. El adhesivo contenía impurezas que podían traspasar la capa que lo separaba del substrato reflexivo y atacarlo químicamente, causando que se oxidara y perdiera sus características reflexivas. Esto era un problema que recibió el nombre de "rotdisc" (o "lDRot”) entre los entusiastas del LaserD. Los primeros CDisc sufrieron problemas similares a principios de los noventa.

## Comparación con el DVD
Las diferencias entre las tecnologías de LD y DVD han llevado a que algunos videófilos prefieran el LD. Los Laserdisc usan solamente vídeo analógico y llevan un poco de audio en formato analógico casi siempre. La "Perfección del LD" es rara vez lograda en la práctica. Solamente los mejores LD presentan mayor calidad en la comparación con los DVD más nuevos, e incluso en tales casos los equipos de reproducción más caros son necesarios para sacar el mayor provecho a estos Laserdiscs.
Una ventaja del formato Laserdisc sobre el DVD es que el vídeo no es codificado digitalmente y comprimido simplemente, y no experimenta problemas como macroblocking o bandas de contraste (líneas visibles en áreas en pendiente, como cielo o haces de luz de focos) que pueden ser causados por el proceso de codificación en MPEG-2 cuando el vídeo es preparado para DVD. Afortunadamente, sin embargo, la meticulosa afinación fotograma a fotograma en el proceso de codificación junto con la tecnología de rango de bit generalmente empleada en el lanzamiento de DVD con un gran presupuesto elimina esto eficazmente, y una característica opcional del estándar de compresión de MPEG-2 permite que la más alta resolución de color elimine el efecto visible de la raya de color sobre el fondo de reproducción. Algunos videófilos continúan argumentando que el Laserdisc mantiene una mayor cantidad de imágenes suaves como si fuera una película de cine, a diferencia del DVD que todavía parece ligeramente más artificial.
Una desventaja de la naturaleza analógica del Laserdisc es que la mayoría de los reproductores presentan un ligero pero perceptible parpadeo de vídeo de 25 o 30 Hz. El polvo y las rayas sobre la cara de un disco pueden causar algunos problemas que pueden afectar a la calidad del vídeo y posiblemente también al tanto por ciento de disco reproducido correctamente por el reproductor. Una mala calibración del hardware también puede tener un papel importante en la degradación de la calidad del vídeo y del sonido, a la vez que a la exactitud de la reproducción. El formato DVD, sin embargo, no introduce ningún parpadeo si el reproductor realiza un escaneo progresivo sobre el equipo, además la naturaleza digital del formato y el sofisticado esquema de rectificación de error hace que sea posible su reproducción con calidad óptima, incluso con polvo y rayas.
Los reproductores de Laserdisc sufrían un problema conocido como "Crosstalk" (ambigüedad) en los discos de larga duración. Sin embargo, el problema de crosstalk también podía existir en Laserdisc CLV mal fabricados o en discos que estaban excesivamente deformados. Este problema ocurría cuando el láser óptico del reproductor leía también la información de la pista adyacente a la que realmente estaba leyendo. La información añadida daba lugar a una imagen distorsionada. Algunos reproductores eran mejores compensando y/o evitando completamente el crosstalk que otros, siempre que el crosstalk fuese provocado por el disco y no por el reproductor. Sin embargo, no hay distorsión de crosstalk sobre Laserdisc CAV ya que la velocidad rotacional nunca cambia. Pero, si la calibración del reproductor está descompensada o si el disco CAV es defectuoso, otros problemas que afectaban al rendimiento podían existir, como "Laser Lock" (bloqueo del Laserdisc), un problema donde el reproductor lee la misma pista y, por lo tanto, los mismos dos campos para un fotograma una y otra vez, causando que la imagen se congele como si estuviera en pausa.
El Laserdisc es un formato de vídeo compuesto: la luminosidad (información de brillo) y la información cromática (información de color) son transmitidas en una señal, y es responsabilidad del receptor separarlos. A pesar de que los buenos filtros de cresta (comb filter) pueden hacer un buen trabajo, estas dos señales no pueden ser separadas totalmente. En un DVD las señales son guardadas por separado, como resultado tenemos su alta fidelidad particularmente en colores fuertes extremos o lugares con mucho detalle, particularmente si hay un movimiento moderado en la imagen. Sin embargo, esto también es aplicable a los detalles de bajo contraste como los tonos de piel, donde los filtros de cresta casi inevitablemente manchan un poco el detalle. La resolución de imágenes en DVD es mayor que en los Laserdisc. La mayoría de los reproductores de DVD permiten una transferencia anamórfica de una película en formato 16:9.
Otra ventaja muy importante del DVD sobre el Laserdisc era la calidad de reproducción de los LD, que estaba en función de la calidad del reproductor (al igual que con el formato analógico).

## Recepción
El formato no fue muy bien recibido fuera de un grupo de videófilos norteamericanos, pero llegó a ser muy popular en Japón. En EE. UU., el costo de los reproductores y discos era más caro que el de las cintas y reproductores de VHS. En Japón, la estrategia del LD fue muy similar a la estrategia tomada por los fabricantes de los primeros DVD: precios bajos para asegurar la aceptación, dando lugar a una mínima diferencia de precios entre las cintas VHS y los LD de gran calidad. El Laserdisc también llegó a ser rápidamente el formato dominante dentro del colectivo japonés de anime, ayudando así a su rápida aceptación. También en Hong Kong, aunque los precios de LD al por menor eran relativamente altos, llegaron a ser muy populares durante los noventa antes de la introducción de los VCD y DVD.
No obstante, el formato de Laserdisc no permitía la grabación en discos, mientras que los dispositivos de cintas de vídeo con los que competía si lo podían hacer. Junto con el inconveniente del tamaño del disco y los altos precios norteamericanos tanto para reproductores como medios, el formato fue condenado a desaparecer.
Aunque el Laserdisc ha sido reemplazado por el DVD totalmente, muchos LDs todavía son muy codiciados por entusiastas del celuloide. Esto es, en gran parte, porque hay muchas películas que todavía están disponibles solamente en este formato. También, hay algunas películas que están disponibles tanto en DVD como en LD, pero algunos aún prefieren la versión en LD.

## Variantes
- Laserdisc-ROM: a comienzos de los ochenta, Pilipense desarrolló un modelo reproductor de LaserVideo adaptado para una interfaz de ordenador, dándole el nombre de "Profesional". Conectado a un PC podía ser usado para la visualización de imágenes o de información con propósito educativos o de archivo, por ejemplo miles de manuscritos medievales escaneados. Este extraño dispositivo podía ser considerado como un equivalente, muy temprano, de un CD-ROM.

- MUSE LD: en 1991, algunos fabricantes anunciaron las especificaciones técnicas para lo que se podía conocer como el MUSE Laserdisc. Usando para codificar el sistema de TV MUSE “Hi-Vision” de NHK, los discos MUSE debían funcionar bajo el estándar de Laserdisc pero también debían ser capaces de almacenar 1125 líneas de vídeo de alta calidad (1035 líneas visibles) de alta definición con proporción 5:3. Los reproductores de MUSE eran también capaces de reproducir discos en formato NTSC. Los reproductores MUSE tenían algunas ventajas dignas de atención sobre reproductores de Laserdisc, incluyendo un láser rojo con una longitud de onda muchísimo más estrecha que la de los reproductores normales. El láser rojo era capaz de leer a través de los defectos del disco como rayas e incluso un leve laserRot del disco que provocaba en la mayoría de los otros reproductores que la reproducción se parase, entrecortase o finalizase. Crosstalk no afectaba a los discos MUSE, incluso la estrecha longitud de onda del láser permitía la eliminación virtual del crosstalk con discos normales. Para ver discos codificados en MUSE, era necesario tener un descodificador de MUSE además de un reproductor y una TV. Los precios de los equipos eran altos, especialmente para las primeras televisiones de alta definición, 10 000$, e incluso en Japón, el mercado para MUSE era diminuto.

- Discos para imágenes: los discos para imágenes tenían un lado con el logo o cualquier otra imagen impresa en un lado, el otro para almacenar los datos del sol. Solo poseían información por una de las dos caras.

- LD+G: Pioneer Electronics, uno de los partidarios e inversores más grandes del formato, estuvo también profundamente involucrado en el mercado del karaoke en Japón, y usaron Laserdisc como medio de almacenamiento para la música y el contenido adicional, como gráficos. El formato fue llamado LD+G. Mientras algunas empresas producían títulos en Laserdisc, otras, que fueron acaparando todo el mercado, desarrollaban en CD+G (un nuevo formato basado en DVD), y LD+G cayó en desuso.

- LaserActive: Pioneer también comercializó un formato similar al LD+G, llamado LD-ROM. Fue utilizado por reproductores LaserActive interactivos y videoconsolas lanzados en 1993 por un pioneero, y contenía vídeo y audio analógicos junto con los datos digitales (donde las pistas de sonido eran digitales como las de un laserdisc normal)

- Squeeze LD («LD estrujado»): con el lanzamiento de televisores 16:9 a mediados de los años noventa, Pioneer y Toshiba decidieron que era el tiempo de usar la ventaja de este formato. Squeeeze LD eran Laserdisc que se reproducían con un ancho de banda rango 16:9. Este formato poseía la ventaja de mejorar en un 33 % la resolución vertical de los Laserdisc normales. Un proceso similar fue usado para los DVD. A diferencia de los reproductores de DVD, pocos reproductores de LD tenían la habilidad de desestrujar la imagen. De esta manera si el Squeeze LD era reproducido en un televisor de 4:3 la imagen estaría distorsionada.

- Formatos grabables: otro tipo de dispositivo de vídeo, CRVERdisc (Componente Recordable Versaile Disc), estuvo disponible durante poco tiempo, principalmente para profesionales. Desarrollado por Sony, CRVdisc se parecía a un PC CD-ROM con un disco grande LD. Los CRVdiscs estaban "en blanco" y podían ser grabados una única vez por cada cara (como discos de CD-R). CRVdisc raramente eran utilizados por el consumidor de a pie debido a su elevado coste. Fue usado, en gran parte, para el almacenamiento de copias de seguridad de aplicaciones profesionales o comerciales.

Otro formato de Laserdisc grabable totalmente compatible en reproducción con los Laserdisc normales (a diferencia de CRVdisc) es el RLV o Recordable LaserVision. Fue desarrollado y comercializado por la Optical Disc Corporation (ODC, ahora ODC Nimbus) en 1984. Los discos RLV, de la misma manera que CRVdisc, son también una tecnología WORM, y funciona exactamente como un CD-R. Los discos RLV se parecen casi exactamente a los Laserdisc normales, y pueden ser reproducidos en cualquier reproductor LD después de ser grabados. La única diferencia que un disco RLV tiene sobre los Laserdisc es su reflexivo color morado-violeta resultante del tinte adherido a la capa reflexiva del disco para así, hacerlo grabable. El color de los RLVs parece, casi exactamente, como el color purpúreo de algunos DVD-R y DVD+R.